# メーナカー

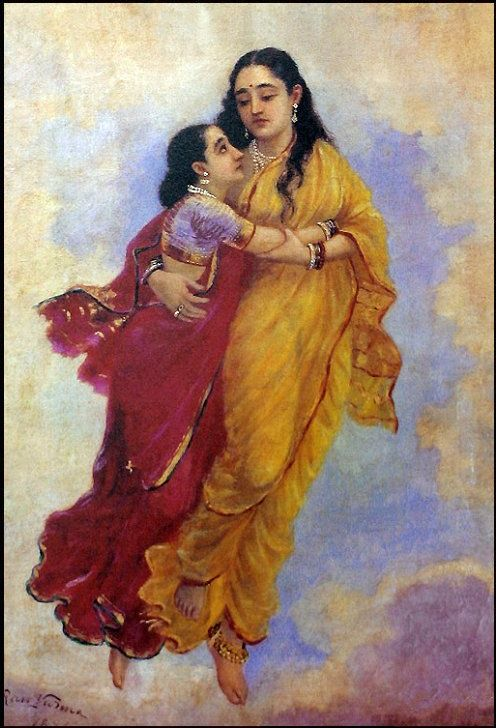
ラヴィ・ヴァルマ画『メーナカーとシャクンタラー』。

メーナカー（梵: मेनका, Menakā）は、インド神話に登場する有名なアプサラスである。神々の王インドラの命によって大聖仙ヴィシュヴァーミトラを誘惑したアプサラスの1人。カーリダーサの戯曲で有名なシャクンタラーはヴィシュヴァーミトラとの間に生まれた娘である。ガンダルヴァ王ヴィシュヴァーヴァスとの間にはプラマッドヴァラーを生んだ。またメーナカーは太陽神スーリヤの戦車に乗る12のアプサラスの1人とされる。

## 神話

### ヴィシュヴァーミトラ
叙事詩『マハーバーラタ』では、メーナカーとヴィシュヴァーミトラの物語はシャクンタラー誕生譚の一部として語られている。一方の『ラーマーヤナ』では聖仙ヴァシシュタとの対立に端を発するヴィシュヴァーミトラの苦行のエピソードの一部として語られている。
『マハーバーラタ』によると、ヴィシュヴァーミトラの苦行を見たインドラ神は彼によって神々の王の地位から追い落とされるのではないかと恐れた。そこでメーナカーにヴィシュヴァーミトラを誘惑して苦行を止めさせるよう命じた。これに対して聖仙を恐れるメーナカーは「聖仙が怒りを自分に向けることがないように、私が聖仙を誘惑しているまさにそのときに、風神ヴァーユが私の衣服を奪い去るように手配してほしい」と訴えた。この訴えが認められたとき、メーナカーは風神とともにヴィシュヴァーミトラの庵を訪れ、聖仙のそばで戯れた。すると風神の起こした風がメーナカーの衣服を吹き払った。彼女の裸体に心を奪われたヴィシュヴァーミトラは、長い月日をメーナカーとともに過ごした。やがてメーナカーはヴィシュヴァーミトラの子を身ごもった。そして娘が生まれると目的が達成されたと考え、子供をヒマラヤ山中のマーリニー川のそばに捨て、インドラの宮殿に帰った。このとき生まれた娘がシャクンタラーである。後にシャクンタラーはドゥフシャンタ王の妃となり、バラタ（バラタ族の祖）を生んだ。
『ラーマーヤナ』によると、1000年の間苦行を続けたヴィシュヴァーミトラはブラフマー神に認められて、苦行の成果を受け取った。ヴィシュヴァーミトラはなおも苦行を続けたが、川で沐浴するメーナカーを見て、自分の庵に連れて帰り、10年をともに過ごした。しかし修行が水泡に帰したことを悟ったヴィシュヴァーミトラ、彼女が現れたのはインドラ神と神々の謀であると考えて、メーナカーを捨てたという。

### プラマッドヴァラー
また、メーナカーはガンダルヴァ王ヴィシュヴァーヴァスの娘を宿したことがあったが、このときもやはり生まれた娘を川岸に捨てて去った。この娘はストゥーラケーシャ仙に拾われて養育され、プラマッドヴァラーという美女になった。彼女はルルの妻となった。